# Sac Lum
Sac Lum är en ort i Mexiko.   Den ligger i kommunen Chenalhó och delstaten Chiapas, i den sydöstra delen av landet, 700 km öster om huvudstaden Mexico City. Sac Lum ligger 1 219 meter över havet och antalet invånare är 312.
Terrängen runt Sac Lum är kuperad söderut, men norrut är den bergig. Runt Sac Lum är det ganska tätbefolkat, med 134 invånare per kvadratkilometer. Närmaste större samhälle är El Bosque, 12,3 km norr om Sac Lum. I omgivningarna runt Sac Lum växer i huvudsak städsegrön lövskog.